# La Galerie du temps
La Galerie du temps est une exposition constituée d'environ 205 à 207 œuvres ou ensemble d'œuvres située dans la Grande galerie du Louvre-Lens, à Lens, dans le Nord-Pas-de-Calais, en France. Ouverte au public le 4 décembre 2012, à l'occasion de l'inauguration du musée, treize de ses œuvres ont été remplacées par quatorze autres le 4 décembre 2013.
La pièce majeure de cette exposition est en 2013 La Liberté guidant le peuple d'Eugène Delacroix, elle est située tout au fond de la salle. Elle est remplacée par Œdipe et le Sphinx de Jean-Auguste-Dominique Ingres en 2014. Les œuvres sont réparties du IVe siècle av. J.-C. jusqu'à 1850 de manière chronologique et transversale, elles proviennent de chacun des huit départements du musée du Louvre, à l'exception des dessins du département des Arts graphiques, qui sont montrés dans les expositions temporaires.
Durant sa première année d'ouverture au public, du 4 décembre 2012 à 3 décembre 2013, l'exposition a accueilli 900 000 visiteurs. La barre du million est franchie le 29 janvier 2014.

## Description

### Contexte
La Galerie du temps sise dans la Grande galerie est une des expositions inaugurales du Louvre-Lens, puisqu'elle a été ouverte au public le jour de l'inauguration du musée le 4 décembre 2012 (même si l'ouverture officielle au public n'a eu lieu que le 12 décembre 2012). En parallèle, dans le Pavillon de verre se tient l'exposition Le Temps à l'œuvre jusqu'au 21 octobre 2013. L'exposition Renaissance se déroule quant à elle jusqu'au 11 mars 2013 dans la Galerie des expositions temporaires.

### Commissariat scientifique

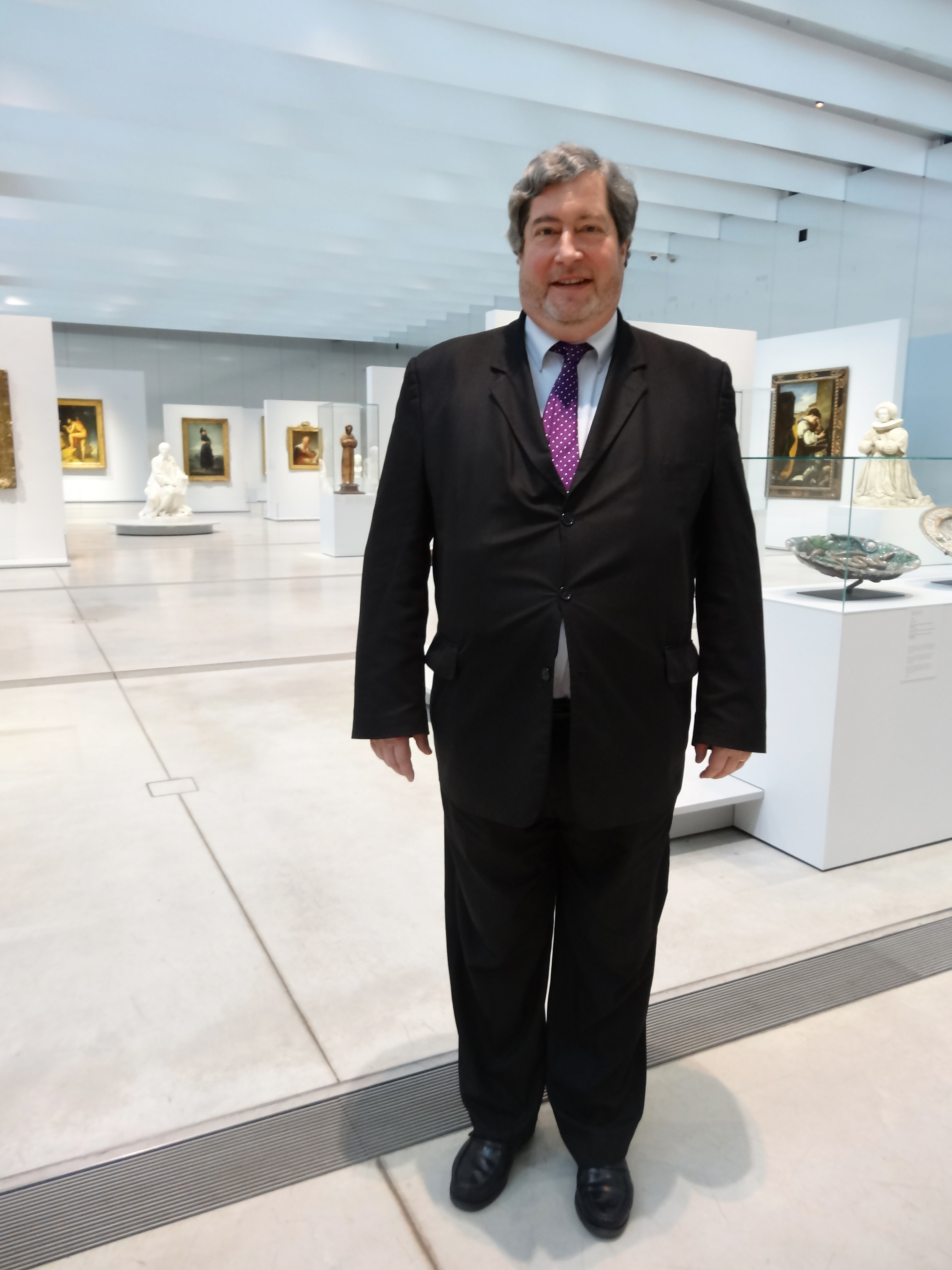
Vincent Pomarède, directeur du département des peintures, dans La Galerie du temps, le 4 décembre 2013, lors du premier anniversaire du Louvre-Lens.

Le commissariat scientifique de l'exposition est assuré par Jean-Luc Martinez, président-directeur du musée du Louvre depuis avril 2013, mais auparavant directeur du département des Antiquités grecques, étrusques et romaines, et par Vincent Pomarède, directeur du département des Peintures,.

### Muséographie et scénographie
La muséographie, la scénographie ainsi que la direction artistique multimédia, graphisme et éclairage sont assurés par le Studio Adrien Gardère. Le Studio Adrien Gardère a pris le parti de supprimer tout cloisonnement et de créer une terrasse d’introduction qui surplombe l’ensemble de la galerie, offrant au public une perspective unique sur l’histoire de l’art.

### Œuvres présentées
La Grande galerie forme un espace continu, long de 120 mètres. Les sculptures et les tableaux sont placés de manière chronologique et transversale, du IVe siècle av. J.-C. jusqu'à 1850. Alors que soixante-dix œuvres concernent l'Antiquité, quarante-cinq concernent le Moyen Âge et quatre-vingt-dix l'époque moderne.
Pour l'année 2013, l'exposition comprend 25 œuvres du département des Antiquités orientales, 21 œuvres du département des Antiquités égyptiennes, 31 œuvres du département des Antiquités grecques, étrusques et romaines, 37 œuvres du département des Arts de l'Islam, 31 œuvres du département des Objets d'art, 30 œuvres du département des Peintures, 30 œuvres du département des Sculptures. Les dessins, qui demandent des conditions particulières de présentation, ne sont pas exposés dans La Galerie du temps mais sont exposés dans le cadre d'expositions temporaires.
La Vénus de Milo et La Joconde sont des œuvres qui ne voyagent plus, Daniel Percheron, président du conseil régional du Nord-Pas-de-Calais avait demandé la seconde. Toutefois, La Vierge, l'Enfant Jésus et sainte Anne de Léonard de Vinci est présentée dans Renaissance. En revanche, le choix des œuvres exposées a été arrêté par Jean-Luc Martinez et Vincent Pomarède, directeurs de départements, et commissaires d'expositions, en tenant compte « de l'état de conservation, de la configuration du lieu, et de la pertinence des rapprochements entre les objets ». Le but est, dixit Henri Loyrette, dans une interview accordée au Figaro, de « présenter une synthèse harmonieuse du Louvre comme musée universel ».

## Fréquentation

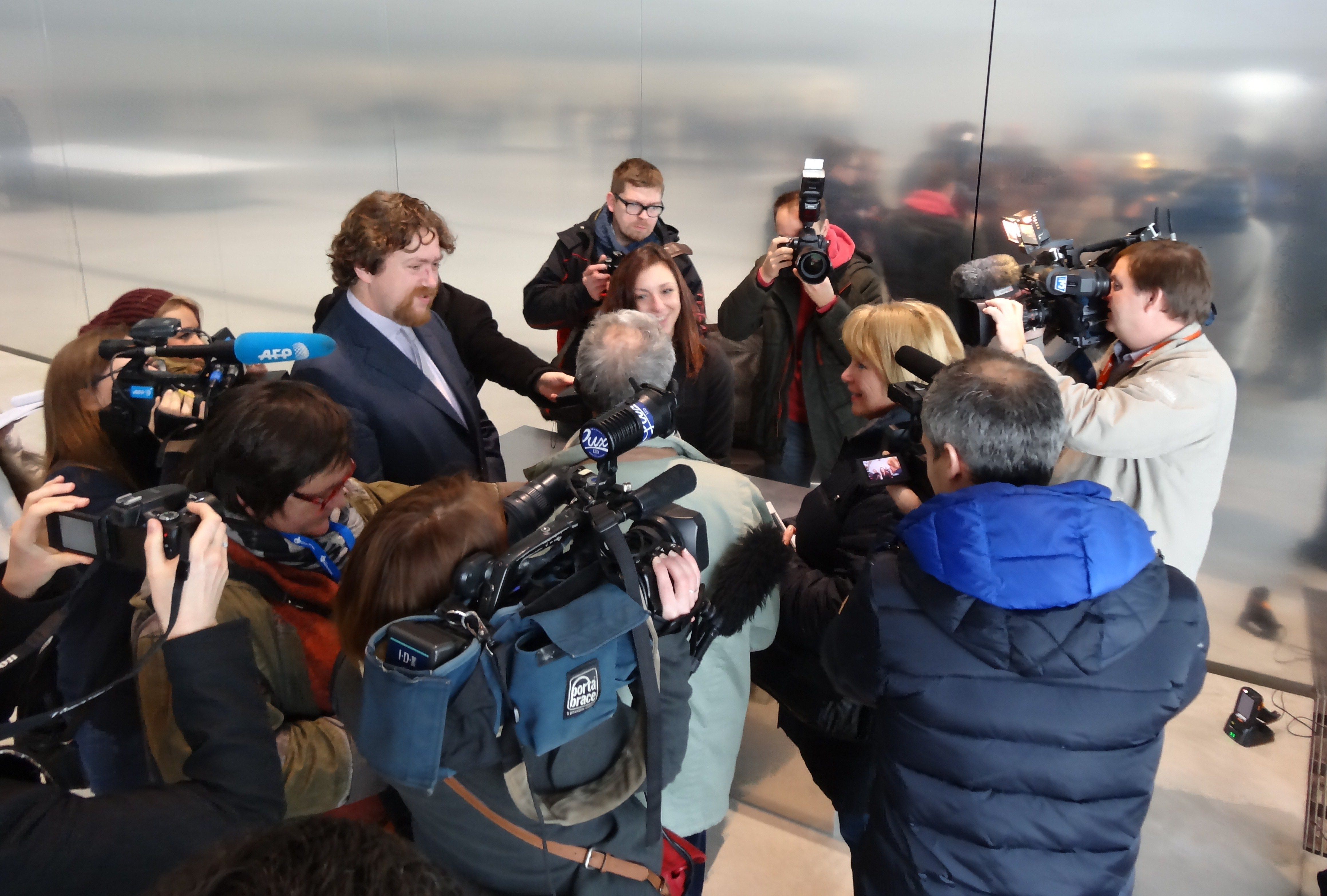
Xavier Dectot et Juliette Guépratte accueillent Josiane Hermand, millionième visiteuse.

Durant sa première année d'exploitation, allant du 4 décembre 2012 au 3 décembre 2013, l'exposition, comme le musée, a accueilli 900 000 visiteurs. Parmi eux, 56 % proviennent du Nord-Pas-de-Calais, dont plus de 100 000 du bassin minier, et 100 000 autres viennent de Belgique.
Le millionième visiteur du musée, Josiane Hermand, 67 ans, est accueilli le 29 janvier 2014, aux alentours de 11 h 30, à l'entrée de l'exposition.

## Liste des œuvres

### 2013
Bien que les quelque 205 œuvres soient exposées dans une seule et unique salle, la Grande galerie, il existe une première subdivision en trois périodes : Antiquité, Moyen Âge, et Temps modernes ; la deuxième subdivision se fait principalement en fonction des différentes civilisations représentées.

#### Antiquité

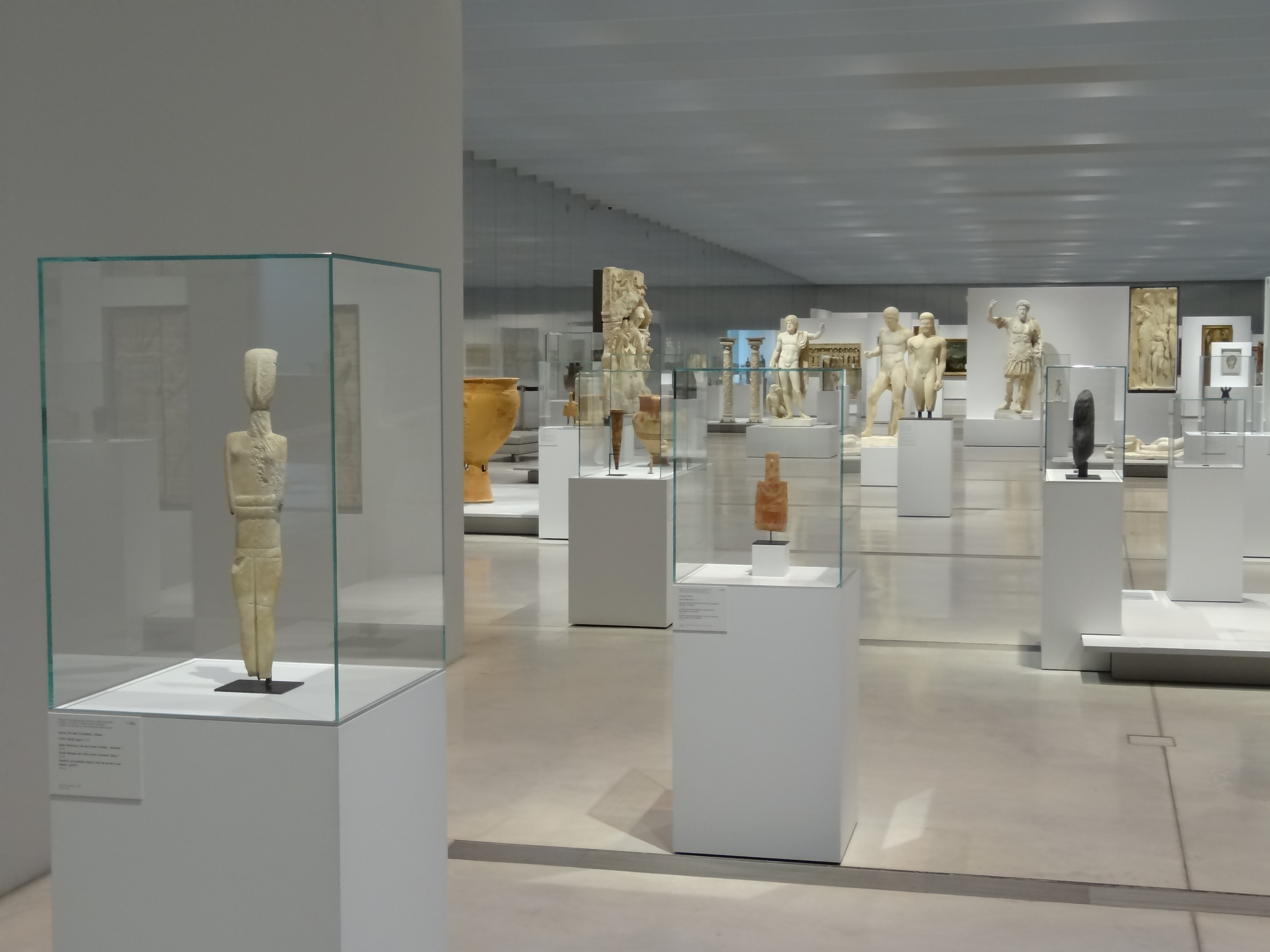
L'Antiquité, avec au premier-plan Idole féminine nue aux bras croisés, divinité ? puis Figurine humaine asexuée en forme de plaquette décorée d'incisions.

« L'Orient ancien au temps de la naissance de l'écriture » regroupe Tablette en écriture précunéiforme indiquant des rations alimentaires, archives de l'Éanna, temple du dieu du Ciel, Homme barbu, nu : roi-prêtre ?, Gudéa, prince de l'État de Lagash, Tablette en écriture cunéiforme portant un texte littéraire en langue sumérienne : lettre d'une mère à son fils, Plaque perforée avec scène de banquet et de combat : élément de fermeture de porte de temple ?, Femme vêtue d'une robe-manteau de laine (« kaunakès ») : figure protectrice des vivants et des morts ? et Idole aux yeux.
« Aux origines de la civilisation égyptienne » regroupe Stèle funéraire portant des inscriptions hiéroglyphiques, Fragment d'une palette à fard décorée d'une scène de chasse, Homme debout, statue funéraire d'un inconnu et Décor d'une chapelle funéraire, scène de brasserie.
« Aux origines des civilisations méditerranéennes » regroupe Idole féminine nue aux bras croisés, divinité ?, Figurine humaine asexuée en forme de plaquette décorée d'incisions, Vase à boire (rhyton) à décor de poulpe, Figure féminine vêtue et Vase (cratère) décoré de guerriers et de chars.
« Le temps des grands empires orientaux » s'étale sur une période allant de 2000 à 500 av. J.-C. et regroupe Portrait royal : le roi de Babylone Hammurabi ?, Tablette en écriture cunéiforme. Poème en langue babylonienne, dialogue entre un homme et son dieu, Borne (« kudurru ») représentant Gula, déesse de la Médecine, et le panthéon babylonien, Fragments du décor du temple d'Inshushinak, Figurines féminines nues, coiffées d'un diadème et parées de bijoux,, Vase en forme de taureau à bosse et Pendentif amulette, dieu hittite.
« L'Égypte des grands temples » regroupe Porteuse d'offrandes, Table d'offrandes funéraire inscrite au nom de l'intendant Nabbi, Homme accroupi (statue-cube inscrite) : offrande du roi au bénéfice d'un employé nommé Ser, Le vieil Néferkarê-Iymérou, haut fonctionnaire du roi, Touy, prêtresse de Min, dieu de la Fertilité, Tablette en écriture cunéiforme : correspondance diplomatique en langue akkadienne du pharaon Akhénaton à un vassal prince d'Akshapa (près de Saint-Jean-d'Acre, Israël actuel) et Sekhmet, déesse-lionne régnant sur les forces dangereuses.
« La Méditerranée des cités » regroupe Vase (cratère) funéraire, scène de l'exposition du mort (prothésis), Idole féminine en forme de cloche : objet votif ou funéraire destiné à être suspendu, Jeune homme nu (couros) : statue provenant du sanctuaire d'Asclépios, dieu de la Médecine, Urne cinéraire à tête féminine et aux bras articulés et Jeune homme coiffé d'une couronne végétale : statue offerte dans un sanctuaire ?.
« L'empire assyrien » regroupe Pazuzu, démon protecteur des vents et des démons mauvais, Fragment de décor du palais du roi assyrien Assurbanipal : convoi de déportés et Fragment de décor du palais du roi assyrien Sargon II : tête d'homme barbu appartenant au défilé des tributaires mèdes.
« L'Égypte du crépuscule » regroupe Le pharaon Psammétique II (595-589 av. J.-C.), Sarcophage de la dame Tanetmit, Vases à viscères (canopes) de la dame Taremetenbastet, Troupe de serviteurs funéraires (« oushebtis ») inscrits au nom de Neferibreheb, Trousseau d'amulettes d'une momie et La déesse Bastet sous sa forme de chatte.
« L'empire perse » regroupe Fragment du décor du palais du roi perse Darius Ier : archer de la garde royale et Bloc inscrit : lettre en grec du roi perse Darius Ier à un gouverneur (satrape) d'Asie mineure.
« La Grèce classique » regroupe Stèle portant en grec les comptes des trésoriers du Parthénon, Athlète tenant un disque, copie romaine d'un « Discophore » de bronze et Vase (cratère) à volutes : face A : concours musical entre le dieu Apollon et le satyre Marsyas ; face B : Dionysos, satyre et Ménades.

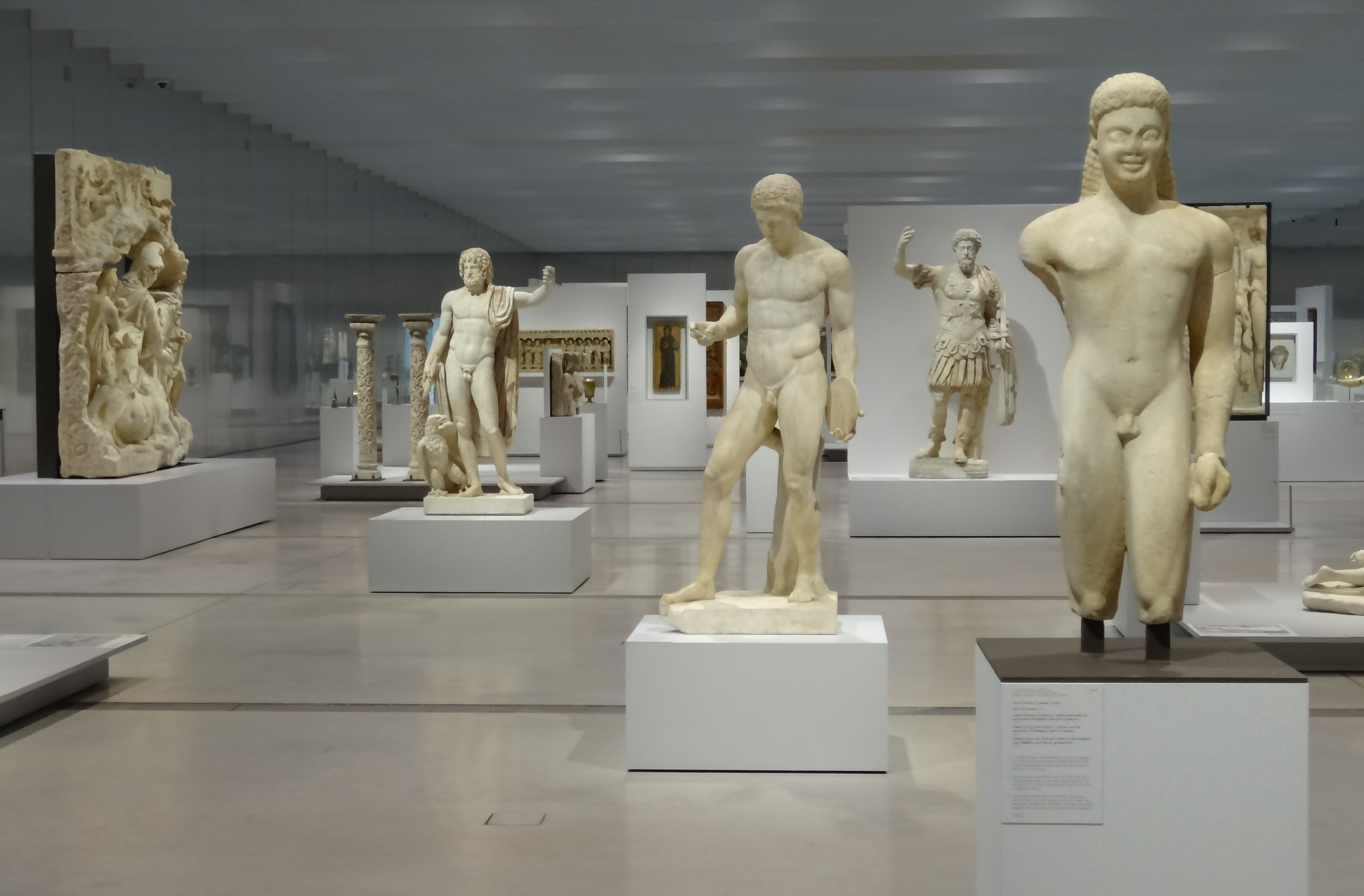
Relief représentant Mithra, dieu iranien du Soleil, sacrifiant le taureau, Jupiter, roi des dieux romains, portant la foudre et accompagné de l'aigle, Athlète tenant un disque, copie romaine d'un « Discophore » de bronze, Marc Aurèle, empereur romain (161-180 apr. J.-C.) et Jeune homme nu (couros) : statue provenant du sanctuaire d'Asclépios, dieu de la Médecine.

« Le monde d'Alexandre le Grand » regroupe Alexandre le Grand, roi de Macédoine (336-353 av. J.-C.), copie romaine d'un portrait de bronze d'Alexandre nu brandissant une lance, Jeune femme ailée, Niké, personnification de la Victoire, Femme nue debout : compagne de la déesse babylonienne Nanaya, fille du dieu Lune ?, Hermaphrodite, copie romaine d'un « Hermaphrodite endormi », La déesse égyptienne Isis ou une reine grecque d'Égypte représentée en Isis ?, Sarcophage à couvercle sculpté d'un visage féminin.
« L'empire romain » regroupe Octave Auguste (27 avant J.-C - 14 apr. J.-C.), fondateur de l'Empire Romain, Fragment du décor d'un arc de triomphe : garde rapprochée de l'empereur (prétoriens), Inscription en latin, règlement des joueurs de cor du camp militaire de la 3e légion Augusta, Fragment de peinture murale : femme auprès d'un faon, scène de culte à Bacchus ?, Lampe ornée d'un masque de théâtre, Candélabre porte-lampe en forme de tige de roseau, Marc Aurèle, empereur romain (161-180 apr. J.-C.), Alexandre Sévère, empereur romain (222-235 apr. J.-C.), Jupiter, roi des dieux romains, portant la foudre et accompagné de l'aigle, Relief représentant Mithra, dieu iranien du Soleil, sacrifiant le taureau, Sarcophage : concours musicale entre le dieu Apollon et le satyre Marsyas, Fragment de relief architectural remployé comme dalle funéraire chrétienne : divinités égyptiennes, Fragment de mosaïque de pavement : les préparatifs d'un banquet, Élément de décor de fenêtre ? Le dieu égyptien Horus en cavalier romain terrassant un crocodile.

#### Moyen Âge

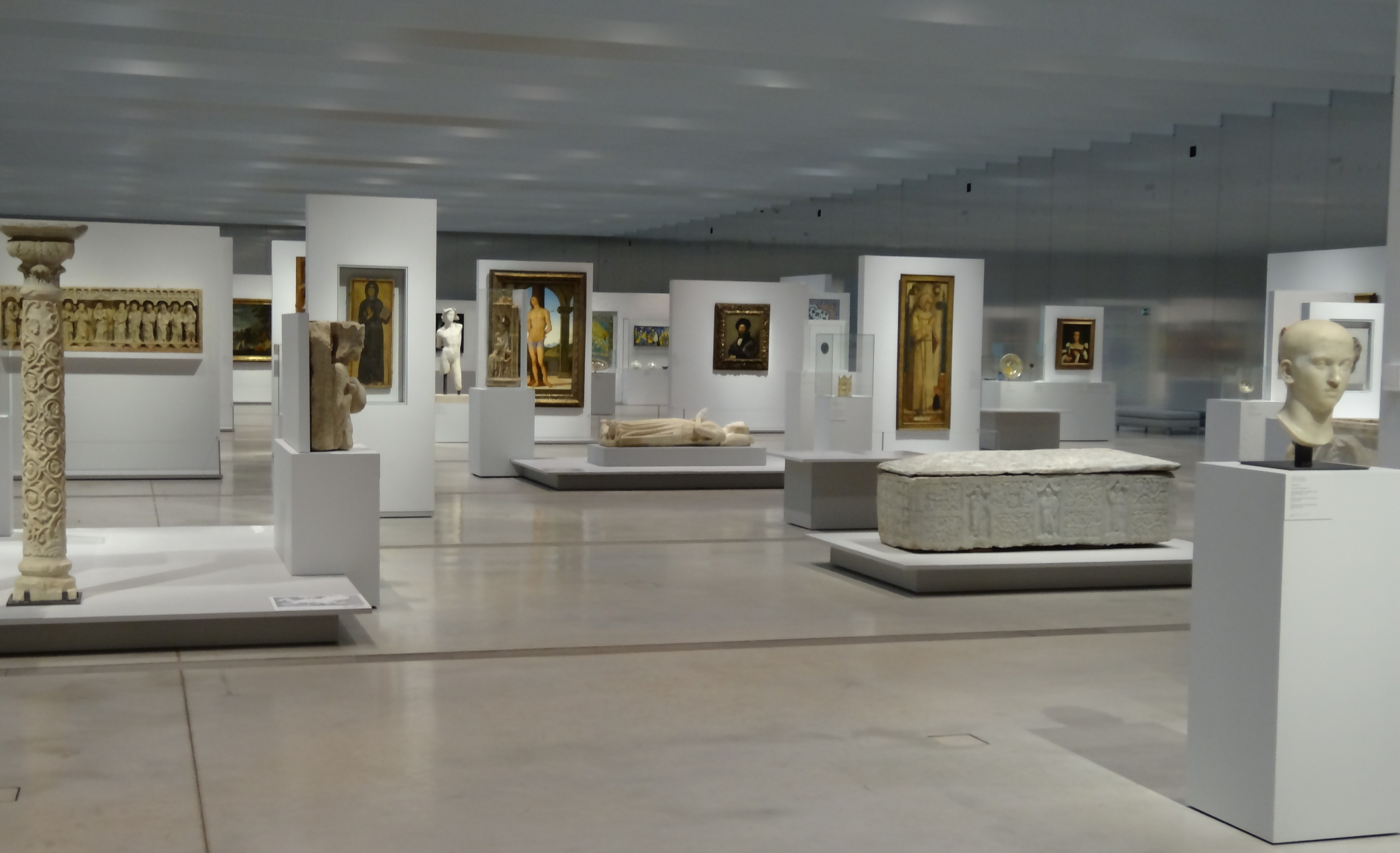
Vue générale du Moyen Âge.

« Aux origines de l'empire byzantin : naissance d'un art chrétien d'Orient » regroupe Prince de la famille de l'empereur d'Orient Théodore II (408-450), Décor d'architecture funéraire : poisson à la croix, symbole de Jésus-Christ, Pilier d'angle à décor de saint, archange et rinceaux, Stèle funéraire de Théodore gravée d'une croix et d'un texte en langue copte et Médaillon central d'une grande croix de procession : Christ bénissant.
« Aux origines de l'art chrétien de l'Occident médiéval : décor et mobilier des premières églises » regroupe Sarcophage : le Christ, deux apôtres et décor végétal, Colonnes décorées de pampres provenant de l'ancienne église Notre-Dame-de-la-Dorade, Bustes de rois provenant de la façade de l'Église Notre-Dame de la Couldre, Chef-reliquaire : vierge martyre (compagne de Sainte Ursule ?), Reliquaire (châsse) en forme d'église : Christ en majesté et Crucifixion, Élément de bâton pastoral (crosse), Plaque : guerrier combattant un dragon, Chandelier : femme à cheval.
« Aux origines de la civilisation de l'Islam » regroupe Stèle funéraire réutilisant un marbre antique, Coup à décor imitant une inscription arabe, Jarre décorée d'un personnage féminin et d'animaux, Coupe à décor imitant du jaspe, Coupe au guerrier, Plat à décor moulé, Coupe à décor végétal stylisé, Fragment de panneau décoratif : danseur au foulard et Boîte (pyxide) décorée de quatre médaillons.
« Rencontres autour de l'an mil : l'Italie et Byzance » regroupe Cor de chasse ou de guerre (oliphant), Tête d'ange : fragment du revers du mur de la façade de la basilique de Torcello, Plaque centrale d'un triptyque : la Vierge à l'Enfant entre deux saints, Plaque de coffret : la Vierge à l'Enfant entre deux anges, Médaillon ayant décoré un cadre d'icône : saint Démétrios et Icône : saint Démétrios
« L'Europe gothique » regroupe Saint François d'Assise (1182-1226), Décor de sanctuaire d'église : ange, Triptyque : scènes de la vie et de la Vierge, Vierge à l'Enfant, provenant d'une léproserie, Fragment d'un monument funéraire d'une dame inconnue : la défunte couchée (gisante), Retable de l'église Saint-Martin : la Vierge et l'Enfant entre les douze apôtres et Dossier du stalle du chœur d'une église : ange tenant un écu aux armes de l'abbaye de Sainte-Claude (Jura, France).
« Un apogée de l'Orient islamique » regroupe Fragment d'un cénotaphe : inscription coranique en arabe de style anguleux, Coupe à décor de personnages, Élément de frise architecturale, inscription coranique en arabe de style cursif, Plaque de revêtement à décor de lampe, Bassin décoré de cavaliers portant une inscription à la gloire d'un souverain iranien et Globe céleste.
« Rencontres entre Orient et Occident » regroupe Réception d'une délégation vénitienne à Damas, Bassin au nom d'un émir du sultan mamlouk Ibn Qalawun, Vase à pharmacie (albarelle) et Aiguière à bec en forme d'animal

#### Temps modernes

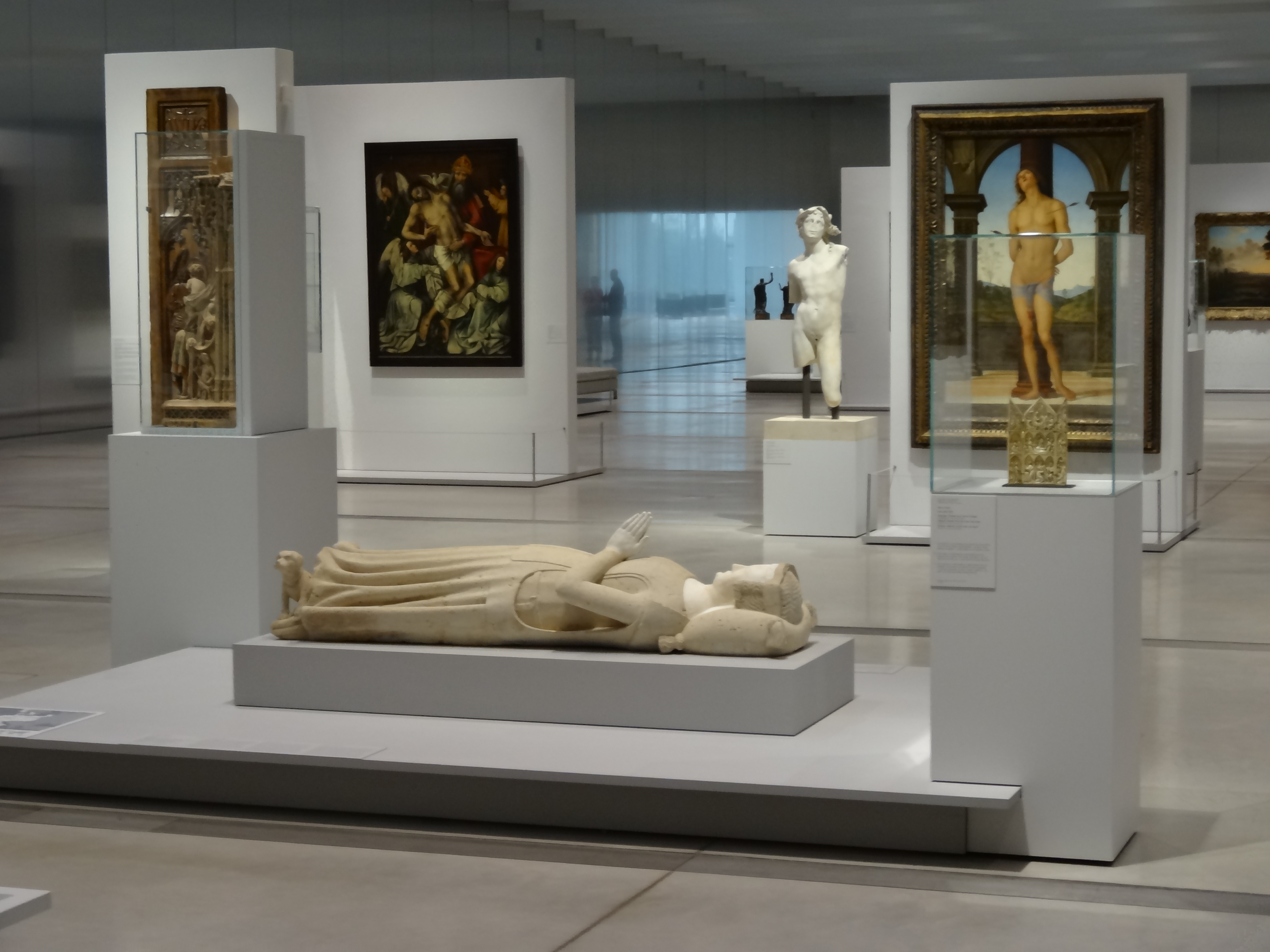
« La Renaissance », avec notamment La Sainte Trinité, avec Dieu le Père soutenant le Christ et Saint Sébastien. Au premier-plan, Fragment d'un monument funéraire d'une dame inconnue : la défunte couchée (gisante) est rattaché à « L'Europe gothique ».

« La Renaissance » regroupe Saint Jacques de la Marche (1391-1496), Autoportrait, Fragment de décor d'une chapelle du Saint-Sépulcre : le Père éternel bénissant entouré d'anges, La Vierge et l'Enfant, La Vierge et l'Enfant, Fragment de retable : la mise au tombeau du Christ, Vierge de douleur, Saint Sébastien, Mercure, dieu des voyageurs et des bergers, jouant de la flûte, Médaille représentant Cecilia Gonzague, fille de Louis III (1414-1478), marquis de Mantoue (Italie), Plat d'apparat : Bella donna, Portrait de femme, Saint Jean-Baptiste, Baldassare Castiglione (1478-1529), écrivain et diplomate, Anton Fugger (1493-1560), banquier et humaniste, Ottheinrich von der Pfalz (1502-1559), Antonio de Covarrubias y Leiva (1514-1602), juriste et érudit, La Sainte Trinité, avec Dieu le Père soutenant le Christ, Élément de retable : la Déploration du Christ, Dalle funéraire d'André Blondel de Rocquencourt (mort en 1558), provenant de l'église des Filles-Pénitentes à Paris, Vénus et l'Amour et Déjanire, femme d'Hercule, enlevée par le centaure Nessus.

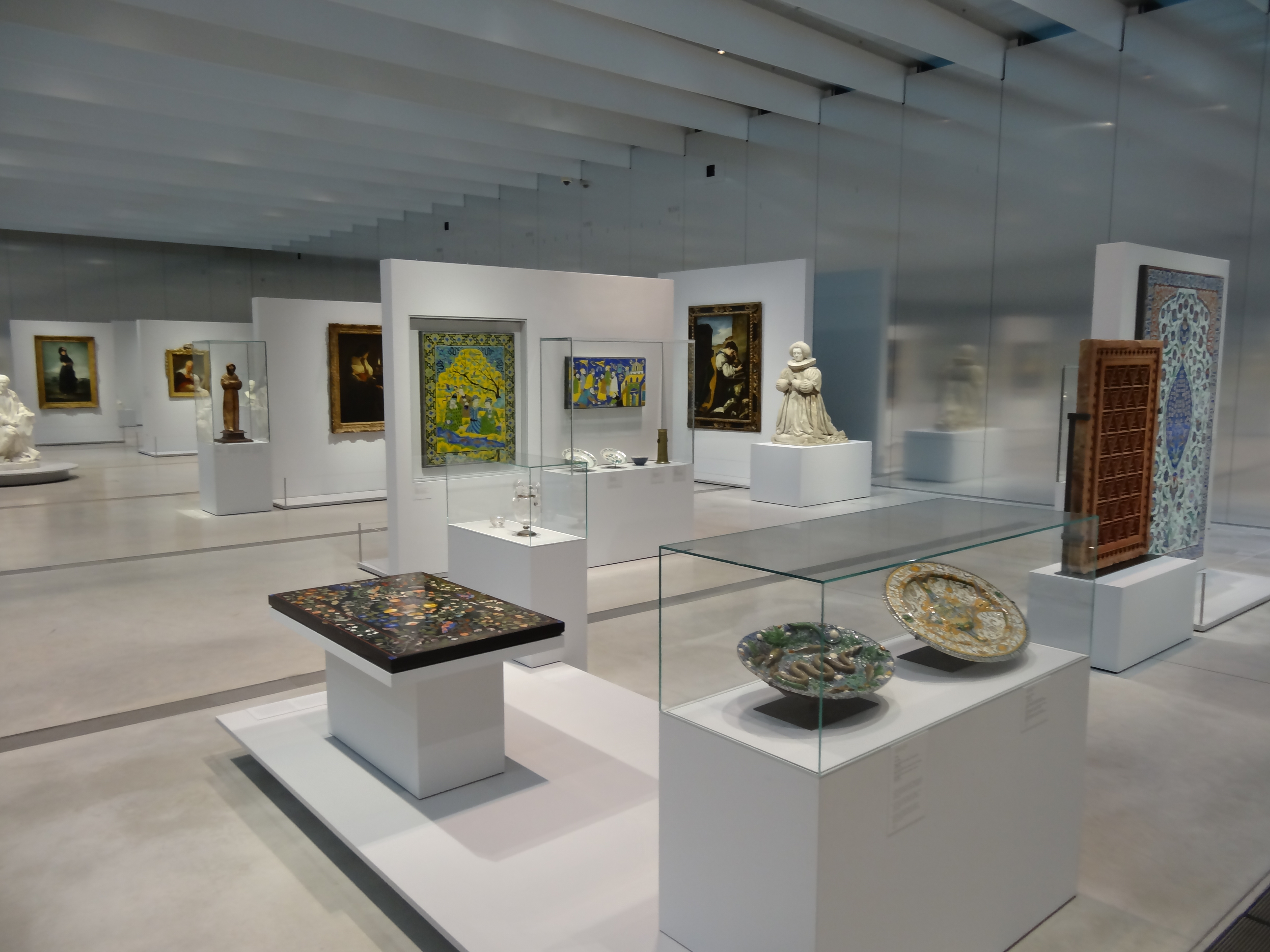
« Trois empires modernes de l'Islam ».

« Trois empires modernes de l'Islam » regroupe Tapis de prière à colonnes, Vase à décor floral, Plat au bouquet composite, Plat au bouquet de tulipes et d'œillets, Panneau de revêtement mural à décor floral, provenant du mausolée du sultan ottoman Selim II (1566-1574), Écran de fenêtre (« jali ») à décor géométrique, Casque, Poignard (« katar ») décoré de divinités hindoues : Vishnu, dieu protecteur, et Hanuman, guerrier-singe, dieu de la sagesse, Panneau de revêtement mural : une assemblée de mystiques, Panneau de revêtement mural : le baptême, en 314, de Tiradate IV, roi d'Arménie, Plats à décor de personnages : jeune homme tendant une rose à une fille, Coupe au pourtour décoré de fleurons, Flambeau portant une inscription mystique en langue persane.
« Arts de cour » regroupe Plat représentant le triomphe de Joseph le patriarche, d'après une gravure de Bernard Salomon, Bassin décoré d'un serpent, de poissons et de lézards, Vase d'apparat, Coupe aux oiseaux et au décor végétal, Plateau de table à décor floral, Le roi de France Henri IV (1589-1610) en armure et son épouse Marie de Médicis en robe d'apparat,.
« L'Europe baroque » regroupe Le roi Ixion trompé par Junon, qu'il voulait séduire, La Mélancolie, Monument funéraire de Madeleine Marchand, épouse de Nicolas Le Jay, président du parlement de Paris, provenant de l'église des Minimes de Paris, La Madeleine à la veilleuse, Saint François mort, Vierge de l'Immaculée Conception, Saint Matthieu et l'ange.
« Le classicisme français » regroupe Paysage avec Orphée et Eurydice, Paysage avec Pâris et Œnone dit Le Gué, Portrait présumé de Charles Le Brun, premier prince du roi de France Louis XIV (1643-1715), Jules Hardouin-Mansart, architecte du roi de France Louis XIV (1643-1715), Louis XIV, roi de France (1641-1715), terrassant une figure allégorique de la Fronde, Vénus accroupie, Jupiter foudroyant et Junon jalouse,.

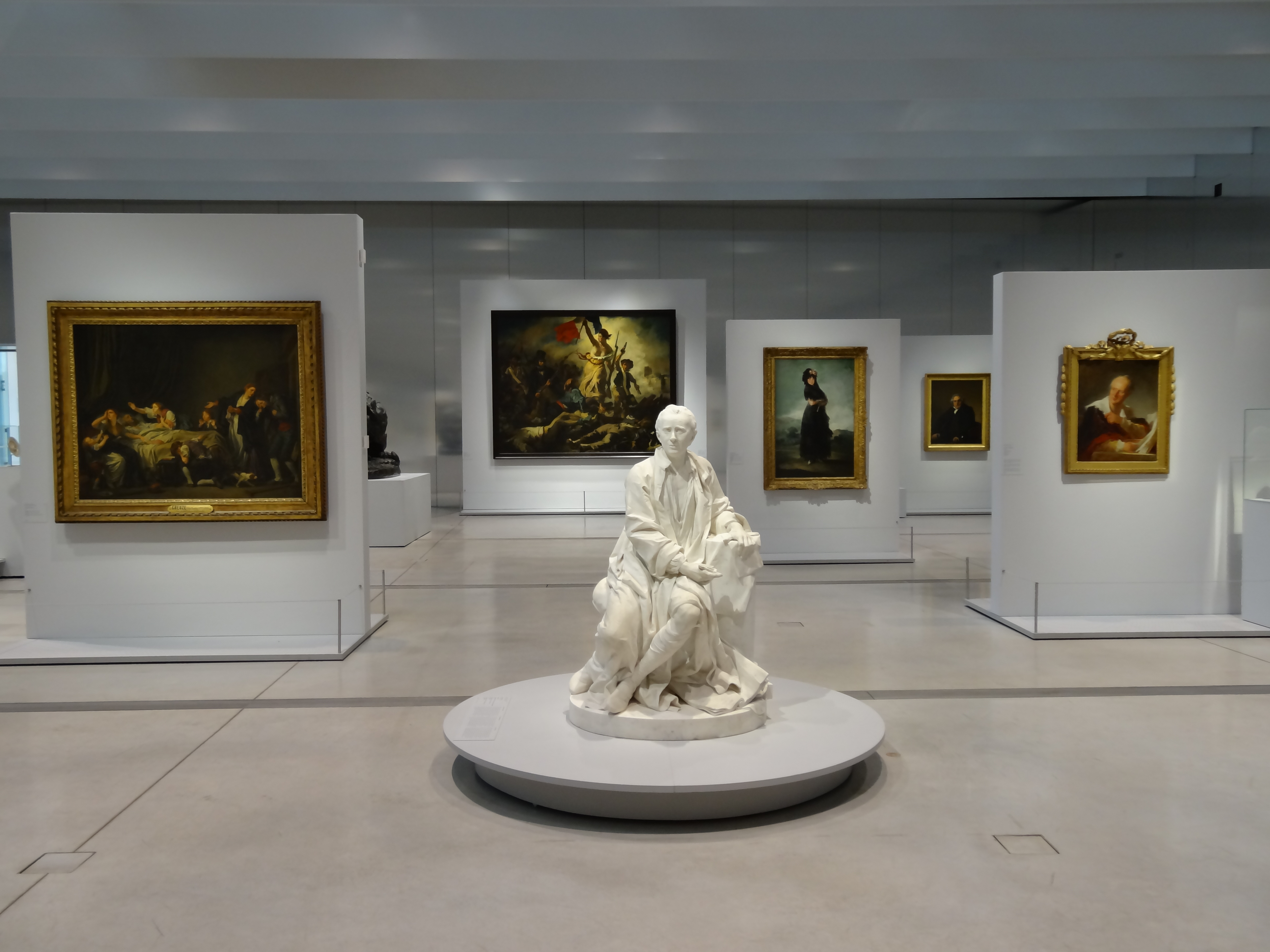
D'Alembert (1717-1783), auteur de l'Encyclopédie.

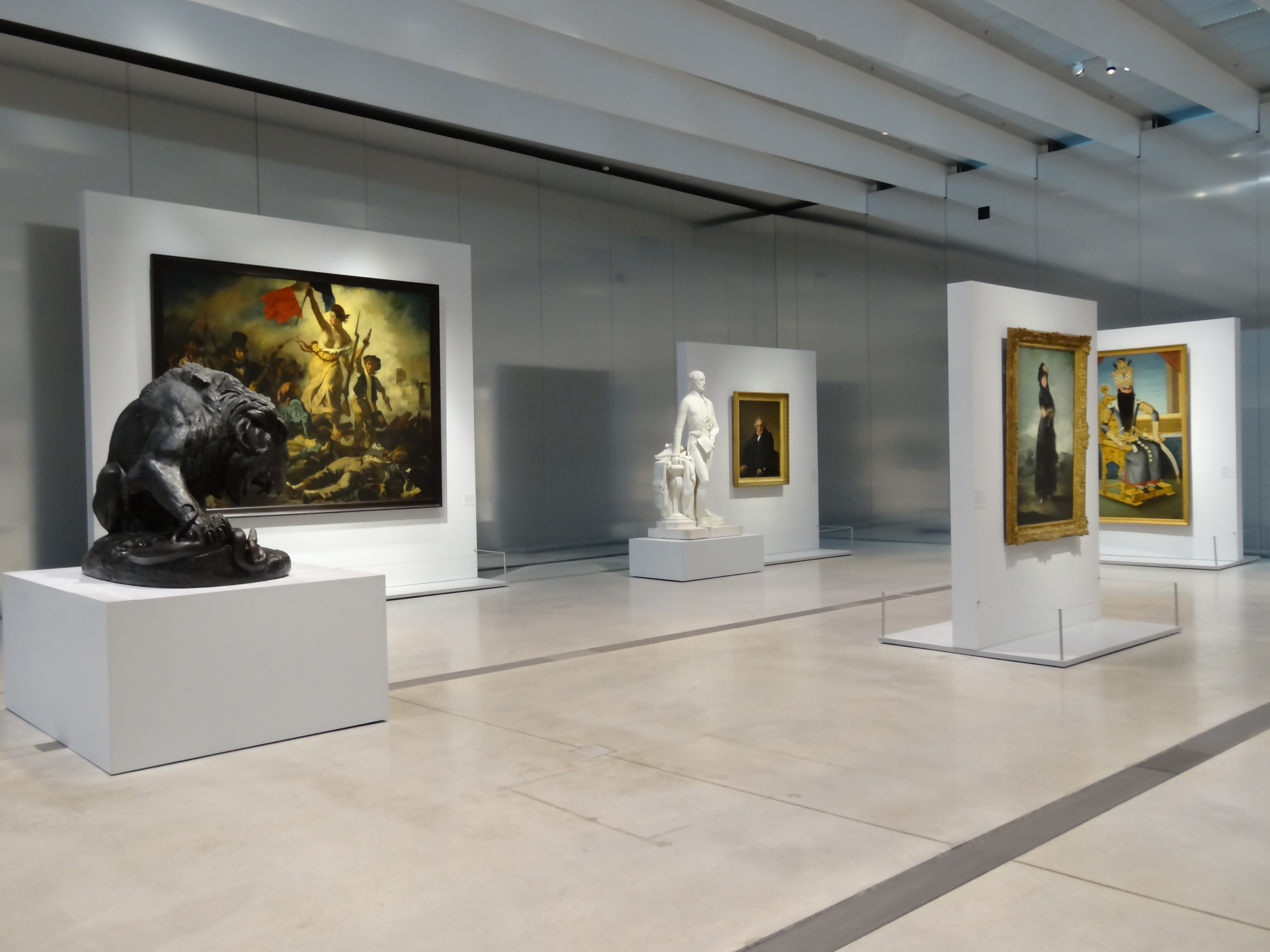
Lion au serpent, La Liberté guidant le peuple, Ferdinand-Philippe, duc d'Orléans..., Louis-François Bertin (1766-1841), journaliste et écrivain politique, Mariana Waldstein (1763-1808), neuvième marquise de Santa Cruz et Fath Ali Shah (1797-1834), souverain de la dynastie qadjare.

« Le temps des Lumières » regroupe Louis XV, roi de France (1715-1774), à cheval, en costume romain, La Baigneuse, Le Nid dit aussi Le Présent du berger, Le Baisemain, Le Comte Galeatius Secco Suardo (1681-1733), Le Duc de Richelieu, maréchal de France (1696-1788), en habit de l'ordre du Saint-Esprit, Vue du golfe de Naples, Figure de fantaisie autrefois désignée à tort comme Denis Diderot, Le Philosophe Denis Diderot (1713-1784), D'Alembert (1717-1783), auteur de l'Encyclopédie et Mariana Waldstein (1763-1808), neuvième marquise de Santa Cruz.
« Néoclassicismes » regroupe Le Peintre Élisabeth Vigée-Lebrun (1755-1842), Francis George Hare, dit Master Hare, enfant, La Malédiction paternelle. Le Fils puni, Vénus à la pomme, Napoléon Bonaparte (1769-1821), Empereur des Français de 1804 à 1815, sous le nom de Napoléon Ier, Athénienne, meuble de toilette pour la chambre de Napoléon Bonaparte (1769-1821), alors premier consul, au palais des Tuileries, Assiette d'un service à dessert dit Service encyclopédique : fabrique de charbon et La Trinité-des-Monts et la villa Médicis, à Rome.
« L'Islam et l'art Occidental au XIXe siècle » regroupe Begum Sambre (vers 1750-1836), souveraine de la principauté indienne de Sardhana, Nasir al-Din Shah (1848-1896), souverain de la dynastie qadjare, Boîte au décor de fleurs et de rossignol contenant un portait du calife Ali, Fath Ali Shah (1797-1834), souverain de la dynastie qadjare, Stèle funéraire couronnée d'un turban et inscrite en turc ottoman (osmanli : turc ancien en lettres arabes).
« Autour de la Révolution de 1830 : art et pouvoir en France » regroupe Volterra (Toscane, Italie), vue prise en regardant la citadelle, Ferdinand-Philippe, duc d'Orléans (1810-1842), fils ainé de Louis-Philippe (1773-1850), roi des Français de 1830 à 1848, Louis-François Bertin (1766-1841), journaliste et écrivain politique, La Liberté guidant le peuple, Lion au serpent et Le Louvre de Napoléon III.

### 2014

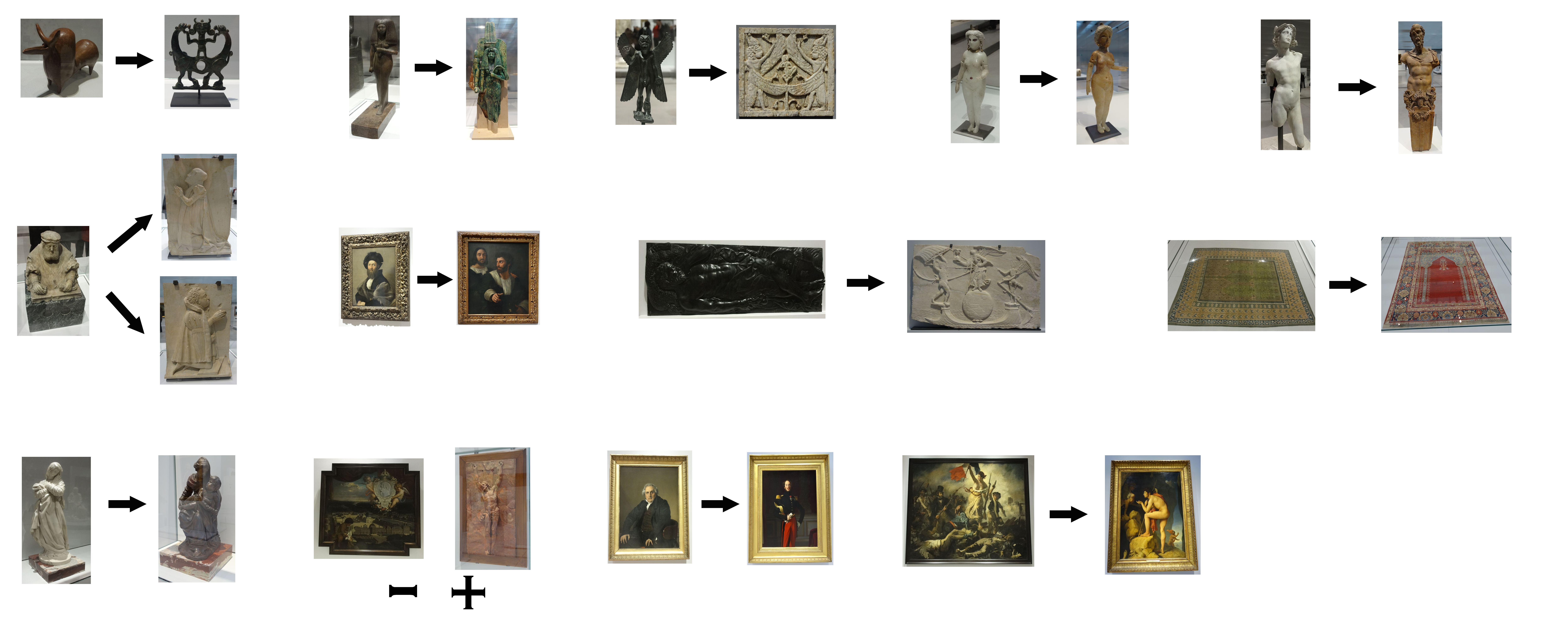
Les œuvres remplacées et les remplaçantes.

Pour la période s'étalant du 4 décembre 2013 au 3 décembre 2014, treize œuvres ont été remplacées par quatorze autres. Ainsi, il y a notamment un décalage dans la numérotation du catalogue d'exposition. Le changement le plus visible est le remplacement de La Liberté guidant le peuple par Œdipe et le Sphinx, nouvelle « figure de proue de La Galerie du temps ».
Les changements sont les suivants, :
- Vase en forme de taureau à bosse[LL 28] est remplacé par Plaque de mors (harnachement de cheval) figurant un héros cornu maîtrisant des fauves[LLD 2] (no 23) ;
- Touy, prêtresse de Min, dieu de la Fertilité[LL 33],[LL 34] est remplacée par La reine Tiy aux côtés du roi Aménophis III, fragment d'un couple royal dont il ne reste que la reine[LLD 3],[LLD 4] (no 29) ;
- Pazuzu, démon protecteur des vents et des démons mauvais[LL 43] est remplacé par Plaque représentant une scène d'inspiration égyptienne : deux génies coiffés du pschent (couronne double pharaonique) déploient symétriquement leurs ailes de part et d'autre d'une enfant sortant un lotus[LLD 5] (no 37) ;
- Femme nue debout : compagne de la déesse babylonienne Nanaya, fille du dieu Lune ?[LL 62],[LL 63] est remplacée par Statuette de femme nue debout, représentant peut-être la « grande déesse » babylonienne[LLD 6],[LLD 7] (no 53) ;
- Mercure, dieu des voyageurs et des bergers, jouant de la flûte[LL 136] est remplacé par Terme à figure d'homme barbu[LLD 8] (no 126) ;

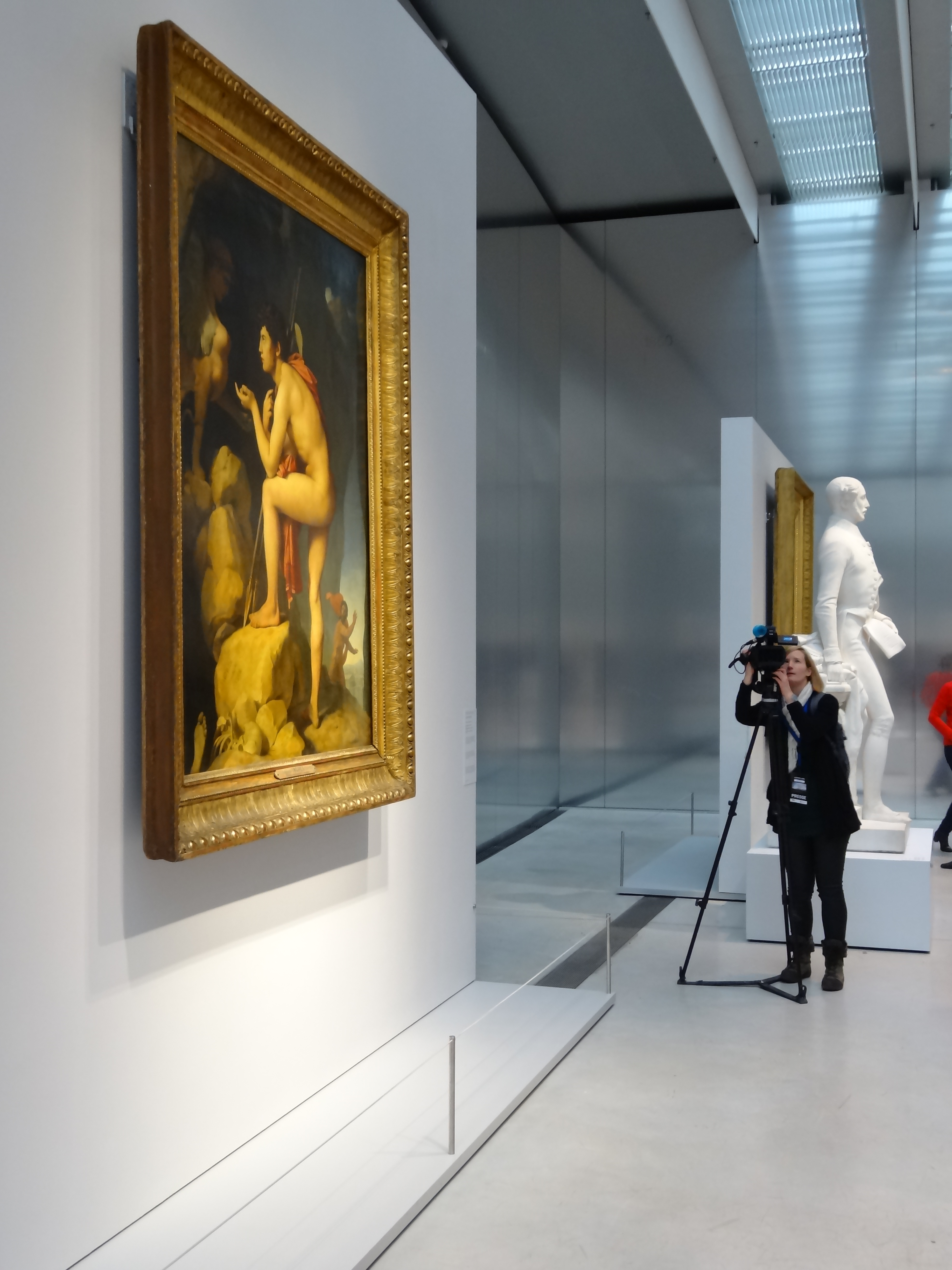
Œdipe et le Sphinx au centre de toutes les attentions, le 4 décembre 2013.

- Baldassare Castiglione (1478-1529), écrivain et diplomate[LL 141],[LL 142] est remplacé par Autoportrait avec un ami[LLD 9] (no 132) ;
- Ottheinrich von der Pfalz (1502-1559)[LL 142] (no 134) est remplacé par Figure masculine en prière provenant d'un monument votif ou funéraire ou Donateur[LLD 10] (no 134) et Figure féminine en prière provenant d'un monument votif ou funéraire ou Donateur[LLD 10] (no 135) ;
- Dalle funéraire d'André Blondel de Rocquencourt (mort en 1558), provenant de l'église des Filles-Pénitentes à Paris[LL 146] (no 138) est remplacée par L'Empire du Temps sur le monde, la Fortune tenant la voile et la Mort le gouvernail[LLD 11] (no 139), auparavant exposé dans Le Temps à l'œuvre[LLA 2],[LLA 3] (no 1) ;
- Tapis de prière à colonnes (no 141) est remplacé par Tapis de prière à décor de niche (mirhab)[LLD 12],[LLD 13] (no 142) ;
- Vierge de l'Immaculée Conception[LL 171],[LL 172] (no 166) est remplacée par La Vierge et l'Enfant[LLD 14] (no 169) ;
- Christ mourant sur la Croix[LLD 14] (no 168) apparaît, ailleurs est retiré le tableau Le Louvre de Napoléon III[LL 214] (no 205) ;
- Louis-François Bertin (1766-1841), journaliste et écrivain politique[LL 210],[LL 211] (no 202) est remplacé par Ferdinand-Philippe, duc d'Orléans (1810-1842), fils ainé de Louis-Philippe (1773-1850), roi des Français de 1830 à 1848[LLD 15],[LLD 16] (no 205) ;
- La Liberté guidant le peuple[LL 212] (no 203) est remplacée par Œdipe et le Sphinx[LLD 17],[LLD 18] (no 206) ;

## Vandalisme surLa Liberté guidant le peuple

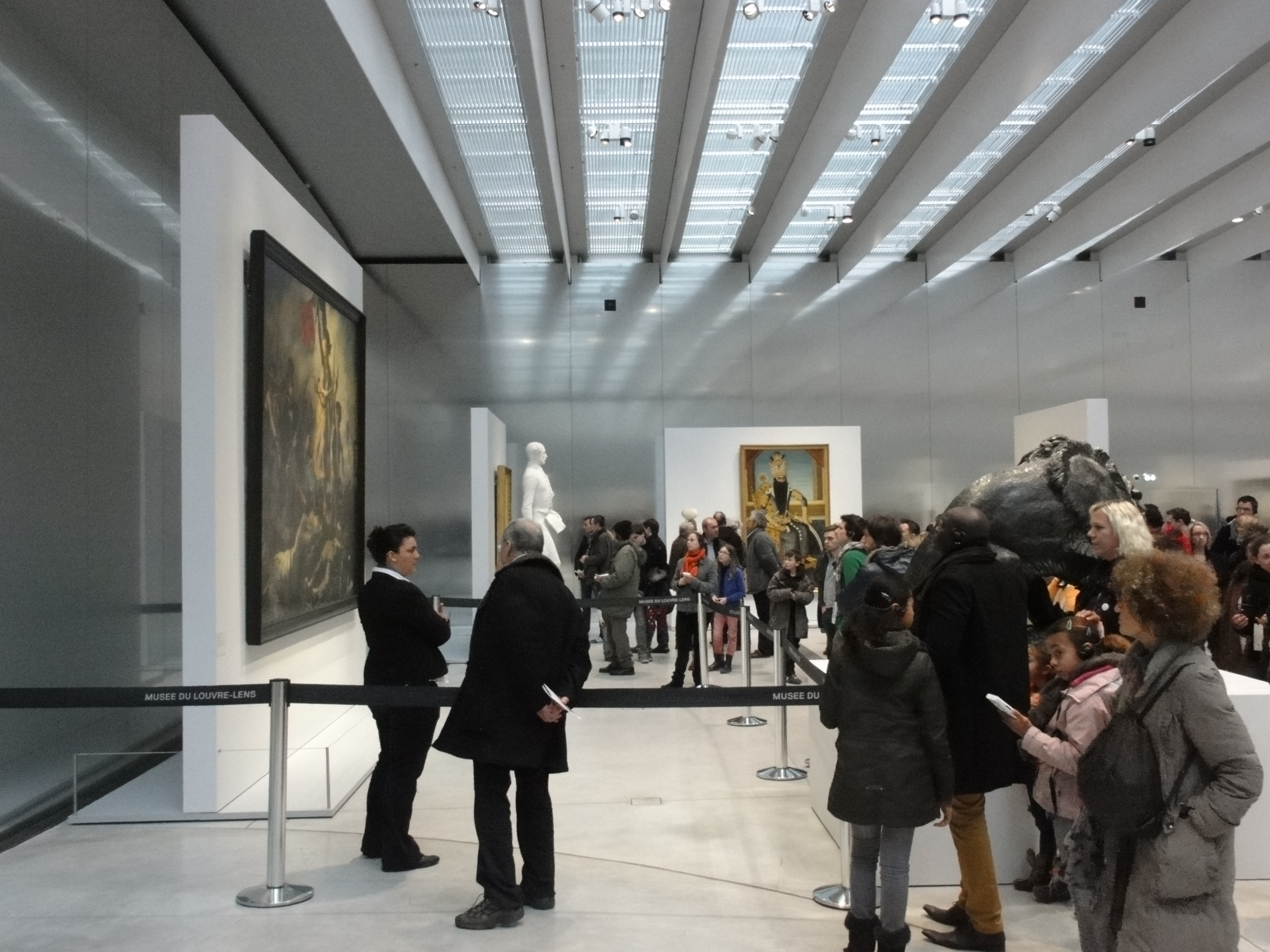
La Liberté guidant le peuple et son périmètre de protection, le 10 février 2013.

La Liberté guidant le peuple a été vandalisée le 7 février 2013 par une jeune femme de 28 ans, Ingrid K. d'Hersin-Coupigny, qui y a inscrit dans la partie basse « AE911 ». Cette affaire a été très largement médiatisée. La restauratrice Anne Perrin est parvenue le lendemain matin à retirer cette inscription car celle-ci était superficielle, et n'avait pas atteint la toile en elle-même. La jeune femme a été reconnue comme étant irresponsable pénalement, et a été internée en hôpital psychiatrique. Le musée a pris des mesures pour tenter d'éviter qu'un tel vandalisme ne se reproduise,,,.
Le 13 mars 2014, Ingrid Kapola, 29 ans, est condamnée par le tribunal correctionnel de Béthune à huit mois de prison avec sursis. Elle devra par ailleurs indemniser le Louvre-Lens à hauteur de 1 255,80 euros pour le préjudice matériel et 5 000 euros pour le préjudice moral, obéir à une obligation de soin et a pour interdiction de fréquenter les musées, avec une mise à l'épreuve de deux ans.

## Réactions et critiques
Le 4 décembre 2013, à l'occasion du premier renouvellement d'œuvres, Jean-Luc Martinez, président-directeur du musée du Louvre, s'est félicité du « succès populaire » du Louvre-Lens, les 900 000 visiteurs enregistrés pour la fréquentation du musée lors de sa première saison correspondant à ceux qui ont visité La Galerie du temps.

## Publications
Le musée publie à l'ouverture de l'exposition le catalogue Louvre-Lens, le guide 2013, réactualisé pour chaque 4 décembre, lorsque des œuvres sont remplacées par d'autres. Il est vendu 19 €. Grande Galerie, le journal du musée du Louvre, a réalisé un dossier spécial sur le Louvre-Lens pour son no 22, couvrant la période de décembre 2012 à février 2013, dans lequel La Galerie du temps est évoquée. Un documentaire de 52 minutes d'Arte, La Galerie du temps, a été réalisé par Michaël Gaumnitz et diffusé le 16 décembre 2012. Il a ensuite été proposé comme DVD.